# Elefantenfuß (Gerät)

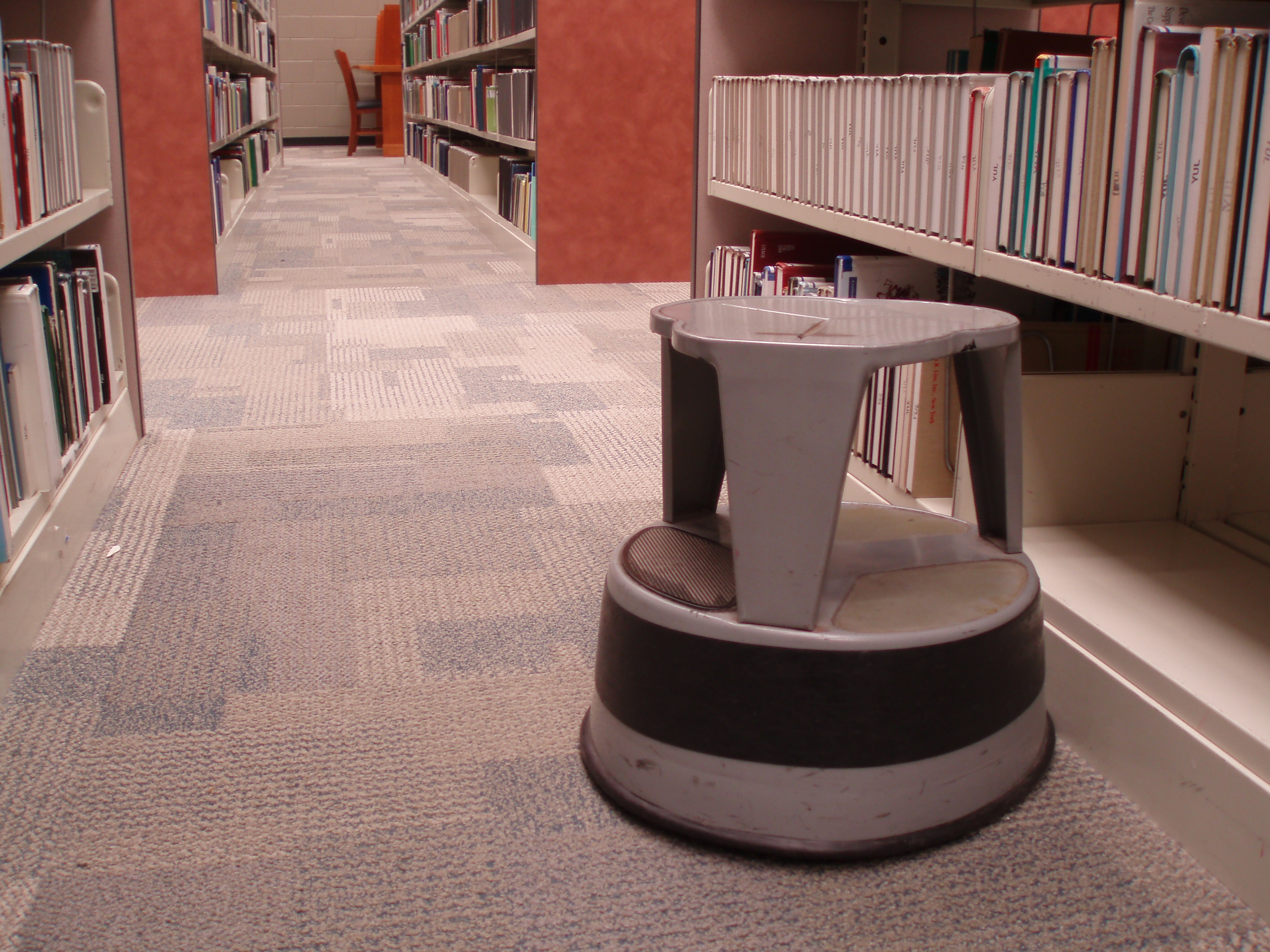
Ein Elefantenfuß

Als Elefantenfuß (auch Rollhocker, Rolltritt oder Rolltritthocker) bezeichnet man eine rollbare Steighilfe, die z. B. verwendet wird, um einen Gegenstand in einem hohen Regal zu erreichen. 
Der Elefantenfuß besteht aus einem kleinen, leicht tonnenförmigen Körper mit gefederten Rollen, die eintauchen sobald man das Gerät belastet. Dann steht er sicher auf dem runden (zumeist gummierten) Rand. Er lässt sich also nur in unbelastetem Zustand über den Boden rollen. 
Den Namen hat dieses Hilfswerkzeug wahrscheinlich wegen seiner Form: es sieht einem tatsächlichen Fuß eines Elefanten ähnlich.

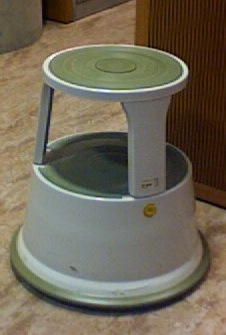
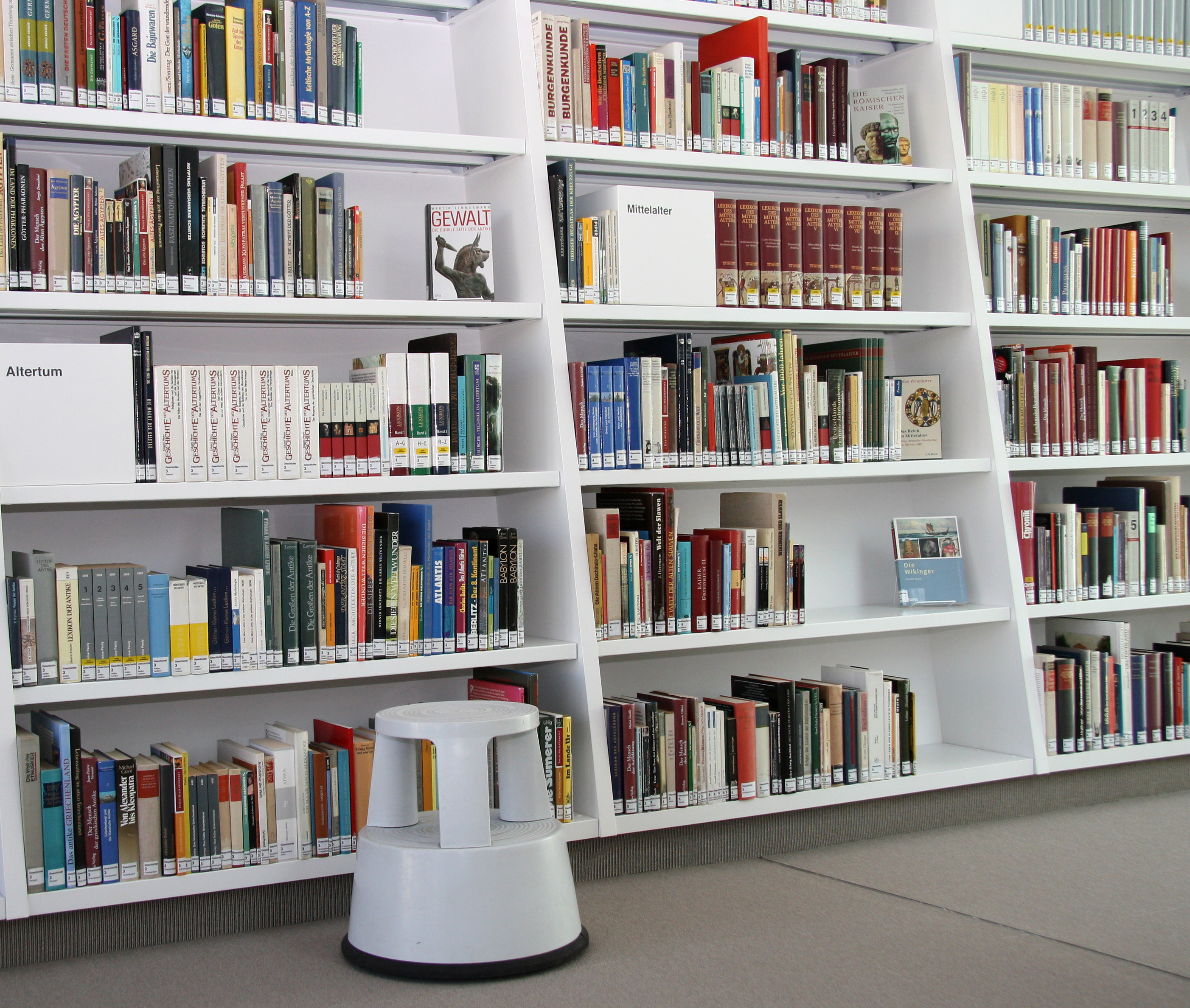
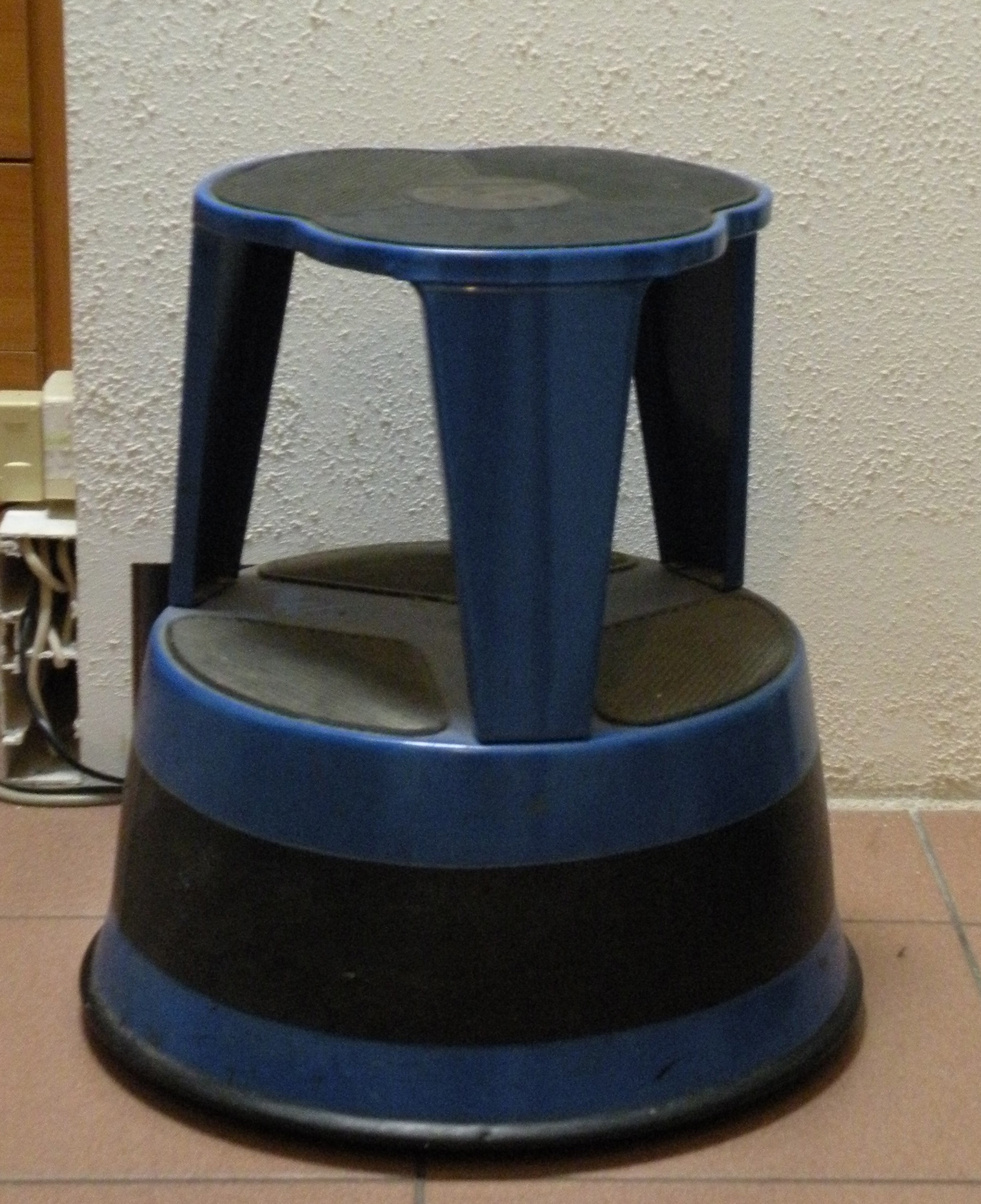